# Pan Speziale - Certosino di Bologna
El pan speziale - certosino di Bologna (en dialecto bolognese oriental panón) es un dulce navideño típico de Bolonia y especialmente de Molinella (Pan de Molinella  DO). Es un producto de horno rico de ingredientes, a base de cacao en polvo, fruta confitada, chocolate, uva pasa. Está producido tradicionalmente en panes cuadrados o rectangular en el periodo de Navidad.
Hay otro dulce famoso típico de Emilia Romagna en el periodo navideño similar en la forma del zuccotto pero tiene el interior relleno de calabaza.